# Faialite

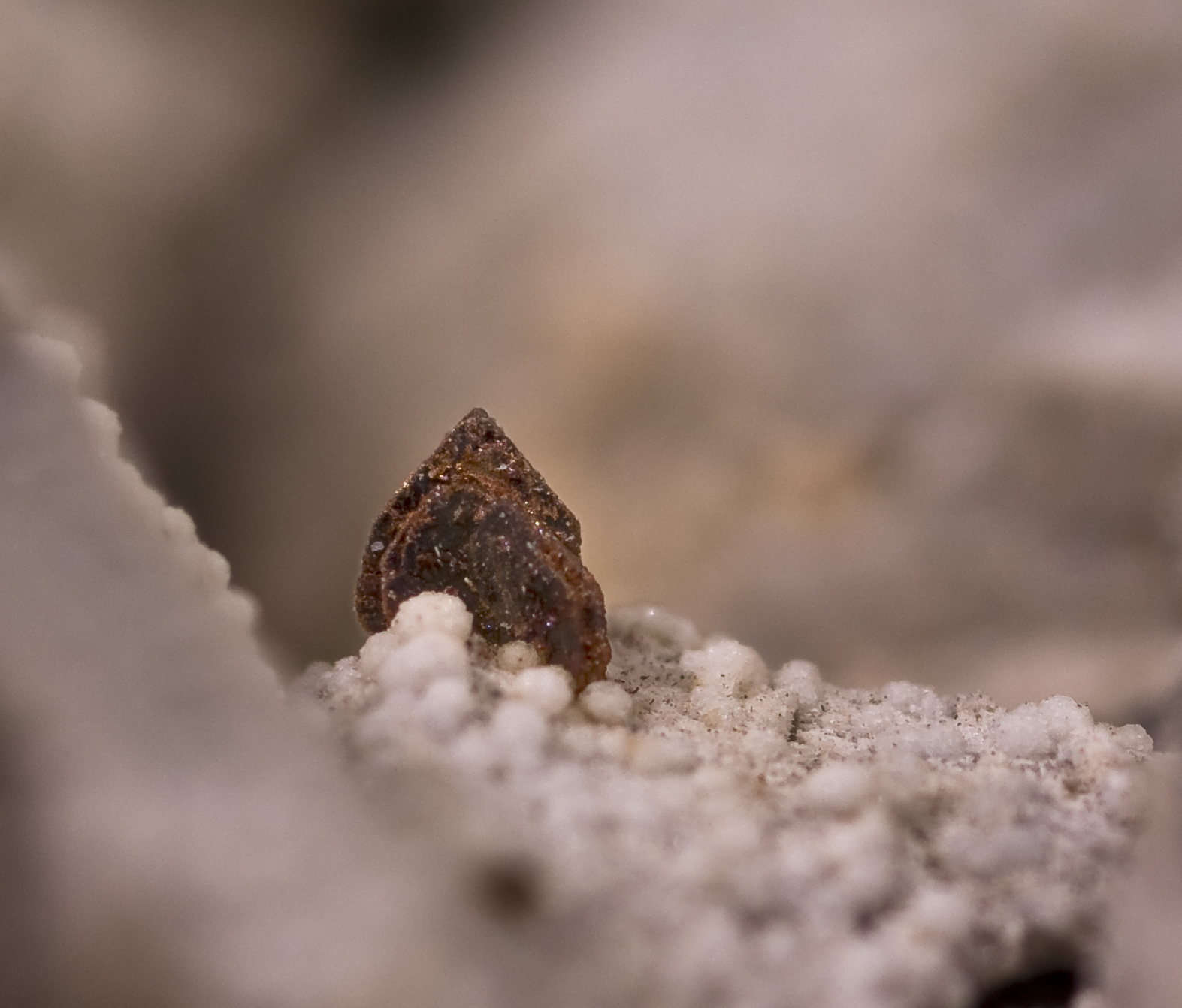
Faialite

Faialite (de Faial), é um mineral nesossilicato com fórmula química (Fe2SiO4) e o extremo rico em ferro da série sólida da olivina. Tal como todos minerais do grupo da olivina, a faialite cristaliza no sistema ortorrômbico (grupo espacial Pbnm) com parâmetros de célula a 4.82 Å, b 10.48 Å and c Å 6.09. O mineral foi descrito em 1840 por Christian Gmelin, a partir de uma rocha recolhida na ilha do Faial, Açores (ao tempo grafado Fayal), de onde o nome deriva.

## Descrição
É constituinte relativamente comum de rochas ígneas ácidas e alcalinas como riólitos, traquitos e sienitos por exemplo. Ocorre também em sedimentos ricos em ferro sujeitos a metamorfismo de grau médio.
A faialite é estável com o quartzo a baixas pressões, enquanto a olivina mais magnesiana não o é, devido à reacção olivina + quartzo = ortopiroxena. O ferro estabiliza o par olivina + quartzo. A pressão e a dependência composicional da reacção podem ser usadas para determinar os limites das pressões às quais se formam conjuntos olivina + quartzo.
Pode também reagir com o oxigénio produzindo-se magnetite e quartzo. 